# Eupithecia affinis
Eupithecia affinis là một loài bướm đêm trong họ Geometridae.